# Gérard Corbiau

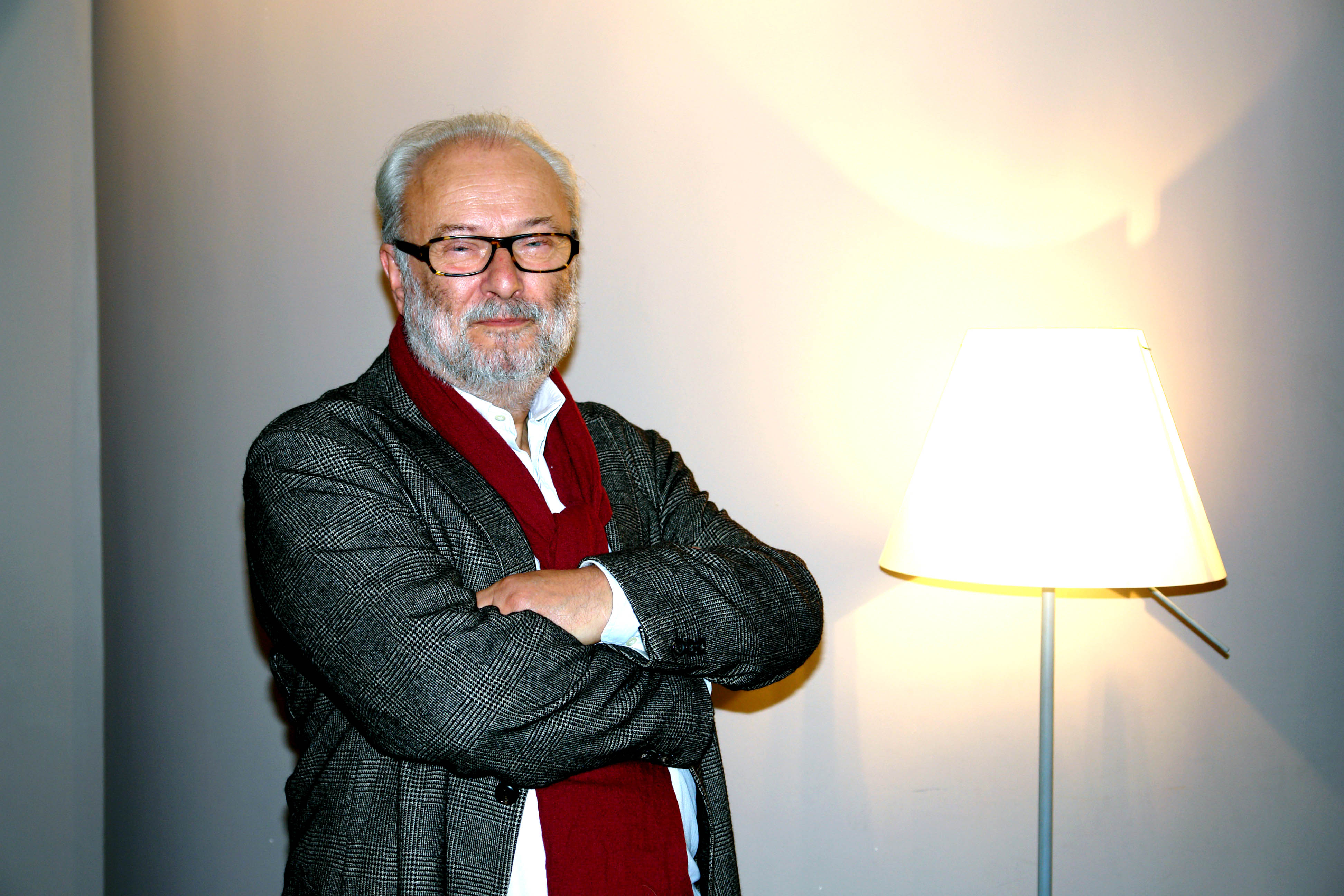
Gérard Corbiau (2012)

Gérard Corbiau (* 19. September 1941 in Brüssel) ist ein belgischer Filmregisseur.
Corbiau studierte Regie am Institut des Arts de Diffusion (Institut für Rundfunkkunst) in Brüssel. Im Jahr 1968 trat er in die Dienste der Rundfunkanstalt RTBF und führte Regie in über 50 Fernsehreportagen. Außerdem inszenierte er mehrere Filme.
Corbiau lebt in Brüssel.

## Werk (Auswahl)

### Kinofilme
- 1988: Maestro (Le maître de musique)
- 1990: Das Jahr des Erwachens (L’année de l’éveil)
- 1994: Farinelli, der Kastrat (Farinelli, il castrato)
- 2000: Der König tanzt (Le roi danse)

### Fernsehfilme
- 2003: Verrat im Namen der Königin (Saint-Germain, ou La négociation)